# IC 1602
IC 1602 ist eine elliptische Galaxie vom Hubble-Typ E1 im Sternbild Walfisch südlich der Ekliptik. Sie ist schätzungsweise 733 Millionen Lichtjahre von der Milchstraße entfernt und hat einen Durchmesser von etwa 150.000 Lichtjahren.

Im selben Himmelsareal befinden sich unter anderem die Galaxien NGC 301 und NGC 309.
Das Objekt wurde am 16. Dezember 1898 von dem amerikanischen Astronomen Herbert Alonzo Howe entdeckt.